# Alfredo Guati Rojo
Alfredo Guati Rojo (Cuernavaca, Morelos, 1918-Coyoacán, Ciudad de México, 10 de junio de 2003) fue un pintor, acuarelista, filántropo y fundador de la Sociedad Mexicana de Acuarelistas en 1964 y el Museo de la Acuarela en 1967.

## Biografía
El artista nació en Cuernavaca, Morelos, el 1 de diciembre de 1918, y fue hijo único de María de Jesús Cárdenas y José Guati Rojo Ramírez. Pasó su infancia escuchando las historias de su abuela paterna y viajando por toda la República, debido al trabajo de su padre que era abogado en Derecho Penal.
Cuando cursaba la primaria, su maestro Luis Betanzos fue uno de los primeros en reconocer el talento artístico de Guati Rojo y se dio a la tarea de fomentarle interés por la pintura y el arte en general, de acuerdo con la biografía que difunde el sitio web del Museo Nacional de la Acuarela.
Con tan solo 16 años de edad, Guati Rojo dejó su hogar en Cuernavaca para trasladarse a la Ciudad de México a casa de su abuela paterna y estudiar en la Escuela Nacional Preparatoria. Años después se matriculó en la Escuela de Derecho, para continuar con la tradición familiar y seguir los pasos de su padre.
Sin embargo, pronto decidió cambiar su rumbo y con el apoyo de su madre, estudió de manera definitiva la Licenciatura en Artes Plásticas en la Escuela Nacional de Artes Plásticas, de la Universidad Nacional Autónoma de México (UNAM).

## Sociedad mexicana de Acuarela
Su pasión por el arte y la acuarela lo llevaron a fundar la Sociedad Mexicana de Acuarelistas en 1964, junto con pintores destacados de la época, como Gustavo Alanís, Edgardo Coghlan, Manuel Arrieta, Jesús Ochoa y Teresa Miranda, entre otros.
En 1967 fundó el Museo Nacional de la Acuarela, siendo el primer recinto en el mundo dedicado a esta técnica y el espacio que alberga exposiciones de reconocidos artistas nacionales e internacionales y la Bienal Internacional de Acuarela.
Además de ser el director del museo, Guati Rojo abocó sus esfuerzos a la gestión cultural, por lo que en 1971 fue jefe del Departamento de Artes Plásticas, del Instituto Nacional de Bellas Artes.

## Museo de la Acuarela
Quizás una de sus obras cumbres en su vida profesional, fue la fundación y establecimiento del Museo de la Acuarela en 1967, localizado originalmente en la calle de Puebla en la Colonia Roma. 
Ahí mismo se organizaban: exposiciones permanentes, temporales, contaba con una tienda de pinturas de acuarelas, mesa y ciclo de conferencias.
Debido a los sismos de 1985, gran parte de la estructura del museo se vio muy afectada, por lo cual se dio el dictamen estructural, por el cual tuvieron que desalojar el edificio. 
Escribir sobre la escalera de la vida y mural de Miguel León Portilla.
Durante un tiempo los cuadros fueron  guardados en unas bodegas de la Avenida Gabriel Mancera. Se propuso mudar el museo al recién inaugurado Alameda del Sur, de la zona sur de la Ciudad de México, pero debido a la distancia y nula oferta cultural de la zona de Coapa, se decidió por fin trasladarlo a una casona de la calle de Salvador Novo n.º 88 Barrio de Santa Catarina Coyoacán (que fungía como la segunda casa de subastas de Alfredo Guati Rojo). A partir de 1 de marzo de 2022 el museo permanció cerrado a visitantes ocasionales debido a la emergencia de salud pública.

## Fallecimiento
Falleció la tarde del 10 de julio del 2003, en su estudio del Museo Nacional de la Acuarela, a causa de una embolia cerebral a los 85 años de edad, aunando a una ceguera que sufrió un año antes (2002), con tratamientos en el Hospital de la Ceguera de Coyoacán y con cuadros inconclusos.
Más aparte de enfrentar la muerte de su amiga, colaboradora y esposa Bertha Hernández.

## Legado
Con la creación de la Sociedad de Acuarelistas en México y el Museo Nacional de la Acuarela, fue como se preservó la creación de la pintura Acuarela y la creación de centenares de bienales, exposiciones temporales y permanentes que hay en el recinto.
También cuenta con placas de reconocimientos, esculturas, biblioteca, acervo de pinturas, fotos y notas periodísticas.